# Yto Barrada
Yto Barrada är en fransk/marockansk konstnär, född 1971 i Paris, Frankrike, verksam främst inom fotografi och film. Hon utbildade sig till en början i Tanger, Marocko för att sedan studera historia och statsvetenskap (political science) vid Sorbonne i Paris. Hon har också studerat fotografi vid International Centre of Photography i New York.
1998 till 2004 arbetade Barrade med det fotografiska projektet "A Life Full of Holes; The Strait Project" som behandlar Gibraltar sund, som både fysiskt och psykiskt skiljer Europa från Afrika, och porträtterar människorna som av olika orsaker vill korsa sundet.
Ett senare projekt är "Iris Tingitana" som utifrån det botaniska landskapet i Tanger, beskriver omvandlingen och anpassningen av staden för turistindustrin. Ett av leden i denna politik är att introducera en ny flora vilket Barrada dokumenterar.
Yto Barrada är även en av grundarna bakom Cinemateket i Tanger som är ett ledande kulturcentrum i Marocko, inte bara för film utan även för video- och bildkonst.